# Lagerstroemia siamica
Lagerstroemia siamica là một loài thực vật có hoa trong họ Lythraceae. Loài này được Gagnep. mô tả khoa học đầu tiên năm 1918.